# Фітинова кислота
Фітинова кислота (відома як інозитол гексакісфосфат (IP6), інозитол поліфосфат, або фітат коли приймає форму солі) — насичена циклічна кислота, яка є основною формою збереження фосфору в багатьох тканинах рослин, особливо у висівках і насінні. Відкрита в 1903 р., зустрічається у складі злаків і зернових культурах.
Катаболіти фітинової кислоти називаються нижніми інозитол поліфосфатами. Прикладами є інозитол пента- (IP5), тетра- (IP4), id трифосфат (IP3).

## Біологічне і фізіологічне значення
Хоча вона є нестравною для багатьох тварин, фітинова кислота та її метаболіти є в зернах і насінні та відіграє важливу роль у розсіюванні рослин.
Найбільш значимою для фітинової кислоти є функція збереження фосфору як накопичувача енергії, як джерела катіонів і міоінозитолу (прекурсор клітинної стінки). Фітинова кислота є основною формою зберігання фосфору в насінні рослин.
У клітинах тварин міоінозитол поліфосфати є повсюди і фітинова кислота (міоінозитолгексакісфосфат) є найбільш поширеною, і становить концентрацію від 10 до 100 µM в клітинах ссавців, в залежності від типу клітини і стадії розвитку.
Цей компонент не отримують із раціону тварин, а він повинен синтезуватися всередині клітини з фосфату та інозитолу (які своєю чергою виробляються з глюкози, зазвичай у нирках). Взаємодію міжклітинної фітинової кислоти зі специфічними внутрішньоклітинними білками досліджували in vitro і в результаті встановили, що така взаємодія призводить до пригнічення або стимулювання фізичної активності цих білків.